# Earthquake (Little Boots-dal)
Az Earthquake egy dal Little Boots brit énekesnő debütáló, Hands című albumáról. A számot Boots és Greg Kurstin szerezte, producere utóbbi volt. A felvétel 2009. november 16-án jelent meg az Egyesült Királyságban a lemez harmadik és egyben utolsó kislemezeként. A brit kislemezlistán 84. helyezést ért el.

## Videóklip
A dalhoz tartozó videóklipet David Wilson rendezte, 2009. október 16-án jelent meg a kisfilm Boots hivatalos YouTube csatornáján és Perez Hilton weboldalán.

## Kereskedelmi fogadtatás
Az Earthquake a brit kislemezlista 84. helyén debütált 2009. november 22-én, mindössze egy hetet töltött a listán.

## Számlista és formátumok
| Brit CD kislemez 1. Earthquake – 3:25 Brit promo CD kislemez 1. Earthquake (Radio Edit) – 3:25 2. Earthquake (Sasha Remix) – 7:51 3. Earthquake (Clap Mike Amour Remix) – 3:46 4. Earthquake (Dekker & Johan Remix) – 7:04 5. Earthquake (Treasure Fingers' Epicwave Remix) – 6:28 Brit 7" kislemez A1. Earthquake – 4:04 B1. Catch 22 – 3:41 | Brit 12" kislemez A1. Earthquake (Sasha Remix) – 7:54 A2. Earthquake (Joy for Life Remix) – 7:00 B1. Earthquake (Treasure Fingers' Epicwave Remix) – 6:28 B2. Earthquake (Gold Panda Remix) – 5:00 Brit és japán iTunes EP 1. Earthquake (Joy for Life Remix) – 7:00 2. Earthquake (Sasha Remix) – 7:54 3. Earthquake (Treasure Fingers' Epicwave Mix) – 6:34 4. Earthquake (Gold Panda Remix) – 4:58 |

## Slágerlistás helyezések
| Kislemezlista (2009) | Legjobb helyezés |
| -------------------- | ---------------- |
| Brit kislemezlista   | 84               |

## Megjelenések
| Ország             | Dátum              | Formátum                      | Kiadó                                  |
| ------------------ | ------------------ | ----------------------------- | -------------------------------------- |
| Egyesült Királyság | 2009. november 13. | 679 Artists, Atlantic Records | Digitális EP                           |
| Egyesült Királyság | 2009. november 16. | 679 Artists, Atlantic Records | CD kislemez, 7" kislemez, 12" kislemez |

## Fordítás
Ez a szócikk részben vagy egészben  az   Earthquake (Little Boots song) című angol Wikipédia-szócikk fordításán alapul.  Az eredeti cikk szerkesztőit annak laptörténete sorolja fel. Ez a jelzés csupán a megfogalmazás eredetét és a szerzői jogokat jelzi, nem szolgál a cikkben szereplő információk forrásmegjelöléseként.